# Habemus Papam (film)
Habemus Papam is een Italiaanse komedie-dramafilm uit 2011 geregisseerd door Nanni Moretti. De film is vernoemd naar de Latijnse uitspraak waarmee bekend wordt gemaakt dat het conclaaf een nieuwe paus gekozen heeft. De hoofdrol wordt vertolkt door Michel Piccoli. De film ging in april 2011 in première en werd vertoond op het 64e Filmfestival van Cannes.

## Verhaal
Na de dood van de oude paus, komt het conclaaf der kardinalen bijeen om zijn opvolger te kiezen. Na meerdere stemrondes wordt uiteindelijk kardinaal Melville verkozen als paus, hoewel hij aanvankelijk niet tot de verwachte kanshebbers behoorde.
Melville is echter allesbehalve gelukkig met deze keuze, daar hij bang is de zware verantwoordelijkheid niet aan te kunnen. Op het moment dat hij op het balkon van de Sint Pieter zichzelf moet aankondigen tegenover de duizenden gelovigen, raakt hij in paniek en trekt zich terug in zijn verblijf.
Terwijl een woordvoerder van het  Vaticaan de pers aan het lijntje probeert te houden, doen de kardinalen alles om de nieuwe paus gerust te stellen. Daar het conclaaf pas officieel afgelopen is zodra de nieuwe paus zichzelf aan het publiek heeft onthuld, mogen de kardinalen geen contact hebben met de buitenwereld. De kardinalen stemmen uiteindelijk toe om de  psychoanalyticus professor Brezzi om hulp te vragen, maar hij kan ook niet achterhalen waarom Melville zo depressief is. Wanneer Brezzi onthult dat zijn ex-vrouw ook psychoanalist is, wordt de nieuwe paus in het geheim naar haar toegebracht in de hoop dat zij hem wel kan helpen. Melville grijpt deze kans echter aan om te vluchten.
Drie dagen gaan voorbij, waarin de afwezigheid van de paus voor zowel de kardinalen als de buitenwereld wordt verzwegen. De kardinalen doden de tijd in het Vaticaan met spelletjes, waaronder een volleybalcompetitie. Uiteindelijk wordt Melville teruggevonden in een theater, en krijgt opnieuw de kans zijn rol als paus te aanvaarden. Hij raapt zijn moed bijeen en verschijnt op het balkon, maar op het laatste moment krabbelt hij toch terug door openlijk aan te kondigen niet de leider te zijn die de kerk nodig heeft.

## Rolverdeling
- Michel Piccoli - kardinaal Melville/de paus
- Nanni Moretti - professor Brezzi
- Jerzy Stuhr - woordvoerder Vaticaan
- Massimo Dobrovic - Guardia Svizzera
- Renato Scarpa - kardinaal Gregori
- Margherita Buy - vrouwelijke psychiater
- Franco Graziosi - kardinaal Bollati
- Leonardo Della Bianca - naamloze jongen
- Camilla Ridolfi - naamloos meisje
- Camillo Milli - kardinaal Pescardona
- Roberto Nobile - kardinaal Cevasco
- Gianluca Gobbi - Zwitserse garde
- Ulrich von Dobschütz - kardinaal Brummer

## Achtergrond

### Productie
Habemus Papam werd aangekondigd in mei 2009, als een coproductie tussen Sacher Film, Rai Cinema en het Franse Le Pacte. Later kwam ook Fandango erbij. De film werd geproduceerd op een budget van 8 miljoen euro.
Na zes auditiescènes werd de Franse acteur Michel Piccoli gekozen voor de hoofdrol. De naam van zijn personage, Melville, is afgeleid van de Franse filmmaker Jean-Pierre Melville. Enkele achtergrondpersonages worden gespeeld door leden van de crew.
De opnames vonden plaats van 1 februari 2010 tot eind mei 2010. De meeste opnames vonden plaats in de Cinecittà studio’s in Rome, waar replica’s van de Sala Regia en de Sixtijnse Kapel waren nagebouwd. Verder werd er gefilmd in het Palazzo Farnese en Villa Medici.

### Uitgave en ontvangst
Habemus Papam werd in Italië in april 2011 uitgebracht door 01 Distribution, in samenwerking met Sacher Distribuzione. Het eerste weekend bracht de film 1.298.524 euro op. Daarmee eindigde de film op de tweede plek, achter de animatiefilm Rio.
Deborah Young van The Hollywood Reporter omschreef de film als goed geschreven, en merkte op dat de film minder politiek geladen is dan eerdere werken door Moretti, zoals La messa è finita en Il caimano. Wel bekritiseerde ze het einde van de film.
Reacties vanuit de Rooms-Katholieke Kerk waren gemengd. Salvatore Izzo, correspondent van het Vaticaan, riep in de krant Avvenire op tot een boycot van de film. Radio Vaticaan besteedde eveneens aandacht aan de film en merkte op dat de film geen karikatuur of ironie over de paus bevat.

## Prijzen en nominaties
Habemus Papam won in totaal 9 prijzen en werd voor nog 12 andere genomineerd.
| Jaar | Prijs                                       | Categorie                                 | Genomineerde(n)                                        | Uitslag     |
| ---- | ------------------------------------------- | ----------------------------------------- | ------------------------------------------------------ | ----------- |
| 2011 | Filmfestival van Cannes                     | Gouden Palm                               | Nanni Moretti                                          | Genomineerd |
| 2011 | Europese filmprijzen                        | Beste acteur                              | Michel Piccoli                                         | Genomineerd |
| 2011 | Europese filmprijzen                        | Beste productie                           | Paola Bizzarri                                         | Genomineerd |
| 2011 | Globo d'oro                                 | Beste film                                | Nanni Moretti                                          | Gewonnen    |
| 2011 | Nastro d'argento                            | Europese Zilveren lint                    | Michel Piccoli                                         | Gewonnen    |
| 2011 | Nastro d'argento                            | Beste cinematografie                      | Alessandro Pesci                                       | Gewonnen    |
| 2011 | Nastro d'argento                            | Beste kostuumontwerp                      | Lina Nerli Taviani                                     | Gewonnen    |
| 2011 | Nastro d'argento                            | Beste regisseur                           | Nanni Moretti                                          | Gewonnen    |
| 2011 | Nastro d'argento                            | Beste originele verhaal                   | Francesco Piccolo, Federica Pontremoli , Nanni Moretti | Gewonnen    |
| 2011 | Nastro d'argento                            | Beste producent                           | Domenico Procacci, Nanni Moretti                       | Gewonnen    |
| 2011 | Nastro d'argento                            | Beste productie                           | Paola Bizzarri                                         | Gewonnen    |
| 2011 | Nastro d'argento                            | Beste montage                             | Esmeralda Calabria                                     | Genomineerd |
| 2012 | Argentinean Film Critics Association Awards | Beste buitenlandse film, niet Spaanstalig | Beste buitenlandse film, niet Spaanstalig              | Genomineerd |
| 2012 | Premi David di Donatello                    | Beste acteur                              | Michel Piccoli                                         | Gewonnen    |
| 2012 | Premi David di Donatello                    | Beste cinematografie                      | Alessandro Pesci                                       | Genomineerd |
| 2012 | Premi David di Donatello                    | Beste regisseur                           | Nanni Moretti                                          | Genomineerd |
| 2012 | Premi David di Donatello                    | Beste film                                | Domenico Procacci, Nanni Moretti                       | Genomineerd |
| 2012 | Premi David di Donatello                    | Beste scenario                            | Federica Pontremoli , Nanni Moretti ,Francesco Piccolo | Genomineerd |
| 2012 | Premi David di Donatello                    | Beste geluid                              | Alessandro Zanon                                       | Genomineerd |
| 2012 | Premi David di Donatello                    | Beste mannelijke bijrol                   | Renato Scarpa                                          | Genomineerd |
| 2012 | Premi David di Donatello                    | Beste vrouwelijke bijrol                  | Margherita Buy                                         | Genomineerd |